# Hello Venus
Hello Venus (koreanisch 헬로비너스; stilisierte Schreibweise HELLOVENUS) war eine südkoreanische Girlgroup der dritten K-Pop-Generation, die 2012 von Tricell Media, einem Joint Venture der beiden Agenturen Fantagio und Pledis Entertainment, gegründet wurde. Die Gruppe debütierte offiziell am 9. Mai 2012 mit dem Mini-Album Venus und der gleichnamigen Single. Der offizielle Fanclub-Name der Gruppe lautet Hello Cupid. Am 26. April 2019 wurde die Auflösung der Gruppe bekannt gegeben.

## Geschichte

### 2012: Debüt mitVenus
Am 24. April 2012 gab Pledis Entertainment bekannt, dass Hello Venus am 9. Mai debütieren würde. Die Gruppe bestand zu diesem Zeitpunkt aus Yooara und Yoonjo von Pledis Entertainment und Alice, Nara, Lime and Yooyoung von Fantagio. Yooara und Yoonjo sollten ursprünglich Mitglieder der Girlgroup After School werden, aber Pledis Entertainment entschied sich schließlich dagegen und brachte die beiden bei Hello Venus unter. Alice war schon 2010 als Solokünstlerin unter dem Namen Ora aktiv. Sie annullierte allerdings den Vertrag mit ihrer alten Agentur und verklagte diese, weil sie sich nicht gut gemanagt und trainiert fühlte. Außerdem fand sie die Outfits, die sie bei Auftritten tragen sollte, zu freizügig. Ihr Musikvideo bekam aufgrund der freizügigen Outfits und Choreografien die Alterseinstufung 19+ und durfte nicht gesendet werden. Ein Gericht gab ihr recht und die Agentur musste Alice eine Entschädigung zahlen.
Am 9. debütierte Hello Venus offiziell mit der EP Venus und der gleichnamigen Single.
Die zweite EP What Are You Doing Today? wurde am 12. Dezember veröffentlicht.

### 2013–2015: Yoo Aras und Yoonjos Ausstieg und neue Mitglieder
Am 2. Mai 2013 veröffentlichten Hello Venus ihre dritte EP Would You Stay for Tea? zusammen mit der gleichnamigen Single.
Am 31. Juli 2014 gab Tricell Media, dass die beiden Agenturen Pledis Entertainment und Fantagio ihr Joint Venture nicht fortführen würden. Yooara und Yoonjo verließen daraufhin die Gruppe und gingen zurück zu Pledis Entertainment. Im November 2014 verließ Yooara Pledis Entertainment und unterzeichnete am 1. Dezember einen Vertrag bei Urban Works Entertainment. 2015 ging sie nach Japan und bekam eine Hauptrolle im japanischen Musical „The Moon that Embraces the Sun“. Yoonjo wurde wieder Trainee bei Pledis. Sie nahm 2017 an der Castingshow „The Unit“ teil und wurde Mitglied der temporären Girlgroup Uni.T. Hello Venus bestand fortan nur aus den verbliebenen vier Mitgliedern und wurde ab diesem Zeitpunkt alleine von Fantagio betreut.
Am 22. Oktober 2014 wurden Seoyoung und Yeoreum als neue Mitglieder der Gruppe vorgestellt. Hello Venus veröffentlichten, jetzt wieder zu sechst, am 6. November die Single Sticky Sticky. Bereits am 5. Januar 2015 erschien die Nachfolgesingle Wiggle Wiggle. Am 22. Juli erschien die EP I’m Ill zusammen mit der gleichnamigen Single.

### Seit 2016:Wiggle WiggleundMystery of Venus
Am 5. Mai 2016 gab Fantagio die Veröffentlichung der digitalen Single „Glow“ bekannt. Die Single entstand in Zusammenarbeit mit dem Produzententeam Devine Channel. „Glow“ wurde am 10. Mai veröffentlicht. In der Folgezeit erschienen zwei weitere digitale Singles, die zusammen mit Devine Channel entstanden waren: am 16. Juli erschien „Paradise“ und am 1. November „Runway“.
Am 11. Januar 2017 erschien die EP Mystery of Venus zusammen mit der Single Mysterious.
Am 26. April 2019 gab Fantagio die Auflösung der Gruppe bekannt. Alice und Nara wollten die im Mai 2019 endenden Verträge nicht verlängern und die Agentur zu verlassen. Seoyoung und Yeoreum bleiben bei Fantagio. Mit Yooyoung und Lime stand man zu diesem Zeitpunkt noch in Verhandlungen über eine Vertragsverlängerung bei der Agentur. Alle sechs Mitglieder haben sich allerdings dazu entschieden, sich auf ihre Solokarrieren zu konzentrieren.

## Mitglieder
| Bild                 | Name                       | Geburtsname            | Geburtstag (Alter)      | Geburtsort | Position                         |
| -------------------- | -------------------------- | ---------------------- | ----------------------- | ---------- | -------------------------------- |
|                      | Alice 앨리스               | Song Joo-hee 송주희    | 21. März 1990 (34)      | Wonju      | Team leader Main Vocal           |
|                      | Nara 나라                  | Kwon Na-ra 권나라      | 13. März 1991 (34)      | Seongnam   | Vocal                            |
|                      | Lime 라임                  | Kim Jang-mi a 김장미   | 19. Januar 1993 (32)    | Incheon    | Lead Vocal, Main Dance, Main Rap |
|                      | Seoyoung 서영              | Lee Seo-young 이서영   | 27. Juni 1994 (30)      | Seoul      | Lead Vocal                       |
|                      | Yooyoung 유영              | Lee Yoo-young 이유영   | 23. Januar 1995 (30)    | Suwon      | Vocal, Lead Dance, Lead Rap      |
|                      | Yeoreum 여름               | Ahn Chae-yeon b 안채연 | 4. Juni 1996 (28)       | Seoul      | Vocal                            |
| Ehemalige Mitglieder |                            |                        |                         |            |                                  |
|                      | Ara / Yooara 아라 / 유아라 | Yoo A-ra 유아라        | 26. September 1992 (32) | Pyeongtaek | Leader, Main Vocal               |
|                      | Yoonjo 윤조                | Shin Yoon-jo 신윤조    | 14. Dezember 1992 (32)  | Seoul      | Main Vocal                       |

## Diskografie

### EPs
| Jahr | Titel Musiklabel                                               | Höchstplatzierung, Gesamtwochen, AuszeichnungChartsChartplatzierungen (Jahr, Titel, Musiklabel, Platzierungen, Wochen, Auszeichnungen, Anmerkungen) | Anmerkungen                             |
| Jahr | Titel Musiklabel                                               | KR | Anmerkungen                             |
| ---- | -------------------------------------------------------------- | --- | --------------------------------------- |
| 2012 | Venus Tricell Media, NHN Bugs                                  | KR55 (1 Wo.)KR | Erstveröffentlichung: 9. Mai 2012       |
| 2012 | Like a Wave (파도처럼) c Tricell Media, NHN Bugs               | — | Erstveröffentlichung: 4. Juli 2012      |
| 2012 | What Are You Doing Today? (오늘 뭐해?) Tricell Media, NHN Bugs | KR65 (4 Wo.)KR | Erstveröffentlichung: 12. Dezember 2012 |
| 2013 | Would You Stay for Tea? (차 마실래?) Tricell Media, NHN Bugs   | KR6 (10 Wo.)KR | Erstveröffentlichung: 2. Mai 2013       |
| 2015 | I’m Ill Fantagio, Windmill Media                               | KR7 (2 Wo.)KR | Erstveröffentlichung: 11. Juli 2015     |
| 2017 | Mystery of Venus Fantagio                                      | KR12 (3 Wo.)KR | Erstveröffentlichung: 11. Januar 2017   |

### Livealben
| Jahr | Titel Musiklabel                                    | Höchstplatzierung, Gesamtwochen, AuszeichnungChartsChartplatzierungen (Jahr, Titel, Musiklabel, Platzierungen, Wochen, Auszeichnungen, Anmerkungen) | Anmerkungen                           |
| Jahr | Titel Musiklabel                                    | KR | Anmerkungen                           |
| ---- | --------------------------------------------------- | --- | ------------------------------------- |
| 2013 | Hello Venus Live Album 2013 Tricell Media, NHN Bugs | — | Erstveröffentlichung: 13. August 2013 |

### Single-Alben
| Jahr | Titel Musiklabel                        | Höchstplatzierung, Gesamtwochen, AuszeichnungChartsChartplatzierungen (Jahr, Titel, Musiklabel, Platzierungen, Wochen, Auszeichnungen, Anmerkungen) | Anmerkungen                            |
| Jahr | Titel Musiklabel                        | KR | Anmerkungen                            |
| ---- | --------------------------------------- | --- | -------------------------------------- |
| 2014 | Sticky Sticky (끈적끈적) Fantagio Music | KR6 (6 Wo.)KR | Erstveröffentlichung: 6. November 2014 |

### Singles
| Jahr | Titel Album                         | Höchstplatzierung, Gesamtwochen, AuszeichnungChartsChartplatzierungen (Jahr, Titel, Album, Platzierungen, Wochen, Auszeichnungen, Anmerkungen) | Anmerkungen                                                 |
| Jahr | Titel Album                         | KR | Anmerkungen                                                 |
| ---- | ----------------------------------- | --- | ----------------------------------------------------------- |
| 2012 | Venus                               | KR35 (7 Wo.)KR | Erstveröffentlichung: 9. Mai 2012 Verkäufe: + 513.520       |
| 2012 | Like a Wave                         | KR60 (1 Wo.)KR | Erstveröffentlichung: 2012                                  |
| 2012 | What Are You Doing Today?           | KR37 (5 Wo.)KR | Erstveröffentlichung: 12. Dezember 2012 Verkäufe: + 218.711 |
| 2013 | Would You Stay For Tea?             | KR33 (7 Wo.)KR | Erstveröffentlichung: 2. Mai 2013 Verkäufe: + 323.020       |
| 2014 | Sticky Sticky –                     | KR87 (2 Wo.)KR | Erstveröffentlichung: 6. November 2014 Verkäufe: + 37.306   |
| 2015 | Wiggle Wiggle (위글위글) –          | KR66 (1 Wo.)KR | Erstveröffentlichung: 5. Januar 2015 Verkäufe: + 26.014     |
| 2015 | I’m Ill (난 예술이야) I’m Ill       | — | Erstveröffentlichung: 22. Juli 2015 Verkäufe: + 19.321      |
| 2016 | Glow (빛이 내리면) Mystery of Venus | — | Erstveröffentlichung: 10. Mai 2016                          |
| 2016 | Paradise Mystery of Venus           | — | Erstveröffentlichung: 18. Juli 2016                         |
| 2016 | Runway Mystery of Venus             | — | Erstveröffentlichung: 1. November 2016                      |
| 2017 | Mysterious Mystery of Venus         | — | Erstveröffentlichung: 11. Januar 2017                       |

## Auszeichnungen
- 2013: Gaon Chart K-Pop Awards – New Artists of the Year (Female Group)[32]
- 2015: Asia Model Awards – Popularity Award[33]